# Dacinae
I Dacinae sono una sottofamiglia di Ditteri Tefritidi. Vi sono comprese specie d'importanza agraria.

## Sistematica
La sottofamiglia dei Dacinae si suddivide in tre tribù comprendenti nel complesso 41 generi con 1066 specie:
- Ceratitidini
  - Capparimyia
  - Carpophthoromyia
  - Ceratitella
  - Ceratitis
  - Eumictoxenus
  - Neoceratitis
  - Nippia
  - Paraceratitella
  - Paratrirhithrum
  - Perilampsis
  - Trirhithrum
  - Xanthorrachista
- Dacini
  - Bactrocera
  - Dacus
  - Monacrostichus
- Gastrozonini
  - Acroceratitis
  - Acrotaeniostola
  - Anoplomus
  - Bistrispinaria
  - Carpophthorella
  - Ceratitoides
  - Chaetellipsis
  - Chelyophora
  - Clinotaenia
  - Cyrtostola
  - Dietheria
  - Enicoptera
  - Galbifascia
  - Gastrozona
  - Ichneumonopsis
  - Leucotaeniella
  - Paragastrozona
  - Paraxarnuta
  - Phaeospila
  - Phaeospilodes
  - Proanoplomus
  - Rhaibophleps
  - Sinanoplomus
  - Spilocosmia
  - Taeniostola
  - Xanthorrachis